# Ifeneura oliarana
Ifeneura oliarana är en insektsart som beskrevs av Ghauri 1975. Ifeneura oliarana ingår i släktet Ifeneura och familjen dvärgstritar.
Artens utbredningsområde är Nigeria. Inga underarter finns listade i Catalogue of Life.